# Adžamovci
Adžamovci – wieś w Chorwacji, w żupanii brodzko-posawskiej, w gminie Rešetari. W 2011 roku liczyła 612 mieszkańców.